# Bazzania fuhreri
Bazzania fuhreri là một loài Rêu trong họ Lepidoziaceae. Loài này được D. Meagher mô tả khoa học đầu tiên năm 2011.